# Màscara de protecció respiratòria

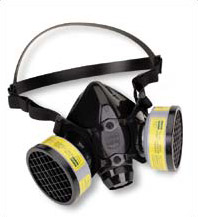
Una màscara hemifacial de filtratge de partícules amb cartutxos substiruïbles.

Una màscara de protecció respiratòria és un dispositiu dissenyat per protegir al portador de la inhalació d'atmosferes perilloses, incloent partícules com pols, microorganismes aerotransportats, fums, vapors i gasos perillosos. Hi ha dues categories principals: màscares filtrants en que l'aire s'obté de filtratge de l'atmosfera contaminada i màscares en que l'aire és subministrat per un tanc. Dins de cada categoria, s'utilitzen tècniques diferents per reduir o eliminar contaminants atmosfèrics nocius.
Les màscares que filtren l'aire van des d'unes màscares facials d'un sol ús, relativament econòmiques, de vegades denominades màscares de pols, fins a models reutilitzables més robusts amb cartutxos substituïbles sovint anomenats màscares de gas.

## Màscara autofiltrant

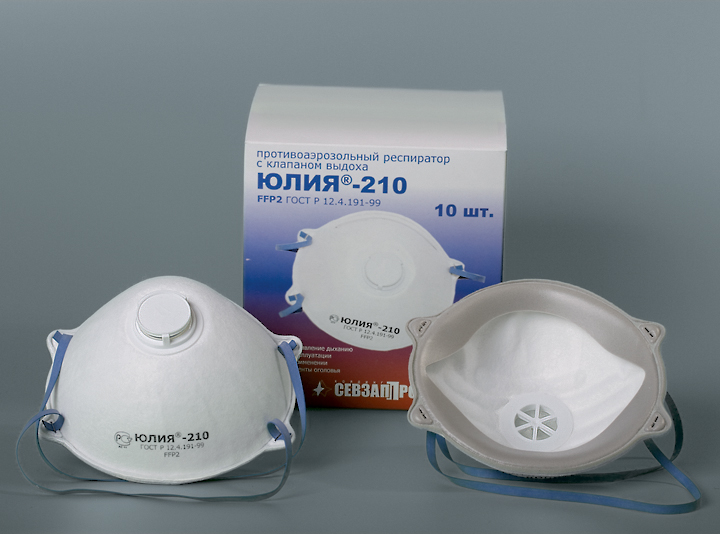
Màscara FFP2

Article principal: Màscara protectora autofiltrant
La norma europea EN 149 defineix les classes següents de les màscares filtrants o "filtering face pieces" (FFP):
| Classe | Límit de penetració del filtre (a un flux d'aire de 95 l/min) | Fuga interior |
| ------ | ------------------------------------------------------------- | ------------- |
| FFP1   | Filtra almenys el 78% de les partícules a l'aire              | <22%          |
| FFP2   | Filtra almenys el 92% de les partícules a l'aire              | <8%           |
| FFP3   | Filtra almenys el 98% de les partícules a l'aire              | <2%           |